# 우르
우르(아랍어: أور, 히브리어: אור כשדים)는 메소포타미아지역 남부에 수메르 문명 시기에 세워진 도시이다. 유프라테스강과 티그리스강이 페르시아만으로 흘러들어가는 하구에 위치하였으며 인근에 에리두가 있었다. 우르는 역사상 매우 오래된 도시의 하나이다. 우르의 유적은 해안선의 상승으로 인해 많은 부분이 사라졌으며 오늘날에는 일부 유적이 이라크 남부의 텔엘무카야 근처에 남아있다.
수메르 신화에서 달의 신으로 기리는 난나를 위한 거대한 지구라트가 현재에도 우르의 유적으로 남아있다. 이 지구라트는 벽돌로 건축되었으며 두 개의 층으로 구분된다. 아랫층의 벽돌은 역청으로 이어 붙였으며 위층의 벽돌을 잇는 데에는 회반죽을 사용하였다. 우르는 수메르어로 우림이라 불렸다.

## 역사
우르는 건설된 세계에서 매우 오래된 도시들 중의 하나로 우바이드 시기에 촌락을 형성하기 시작하여 기원전 30세기경에 도시로 발전하여 기원전 26세기 때에는 큰 도시를 형성하였다.

## 지도
| 모술바그다드테헤란유프라테스강티그리스강니푸르기르수라가시마라드우루크우바이드우르에리두키시수사안샨마리아카드이신라르사바빌론아수르니네베님루드두르샤루킨class=notpageimage\| 메소포타미아의 고대 도시들 : 수메르의 도시 : 엘람의 도시 : 아카드 제국의 도시 : 아모리인의 도시 : 바빌로니아의 도시 : 아시리아의 도시 : 현대의 이라크 · 이란의 도시 |

## 같이 보기
- 아브라함
- 우르 제3 왕조

1. ↑   위 지도에는 우바이드(30°58′N 46°05′E)와 우르(30°57′N 46°06′E)가
 같은 위치에 표시되어 있다